# Маровац
Маровац (серб. Маровац) — населённый пункт в общине Медведжя Ябланичского округа Республики Сербии.

## Население
Согласно переписи населения 2002 года, в селе проживало 123 человека (95 черногорцев и 28 сербов).
| Численность населения | Численность населения | Численность населения | Численность населения | Численность населения | Численность населения | Численность населения | Численность населения |
| 1948                  | 1953                  | 1961                  | 1971                  | 1981                  | 1991                  | 2002                  | 2011                  |
| --------------------- | --------------------- | --------------------- | --------------------- | --------------------- | --------------------- | --------------------- | --------------------- |
| 542                   | 583                   | 547                   | 433                   | 243                   | 141                   | 123                   | 74                    |

## Религия
Согласно церковно-административному делению Сербской православной церкви, село относится к Сияриньскобаньскому приходу Ябланичского архиерейского наместничества Нишской епархии. В селе расположен храм Святой Троицы.